# 東京都道209号川の道岡田港線
東京都道209号川の道岡田港線（とうきょうとどう209ごう かわのみちおかだこうせん）は、東京都の伊豆大島にある、大島町内を通る一般都道である。

## 概要
- 起点=東京都大島町川の道 - 東京都道208号大島循環線接点
- 終点=東京都大島町岡田 - 岡田港付近

伊豆諸島の北端にある伊豆大島（大島町）を通る一般都道の内の209号川の道岡田港線は、大島町の北端の川の道の都道208号交点から少し北上しながら、同町岡田にある岡田港付近まで繋がる都道である。その都道の終点付近手前では2つの道筋に分かれているが、いずれも終点の岡田港には繋がっている。なお、都道208号交点から終点の岡田港までは一部の区間を除き、どの道筋も曲線や狭隘路が存在する。

## 路線状況

### 道路交通センサス
道路交通センサスによる209号川の道岡田港線の交通量は以下の通りである（いずれも平成22年（2010年）度時点）。
| 観測地点         |          |                    |          |        |        |        |        |            |            |          |          |          |      |
| ピーク時間交通量 | ピーク率 | 混雑時平均旅行速度 | 混入率   | 混雑度 | 車道部 | 歩道部 | 車線数 | 大型車台数 | 小型車台数 | 二輪車類 | 自転車類 | 歩行者類 |      |
| 大島町岡田       | 246台/h  | 17.8%              | 11.1km/h | 10.2%  | 0.28   | 7.00m  | 2.50m  | 2          | 152台      | 1,335台  | 17台     | 5台      | 22台 |

## 地理

### 通過する自治体
- 東京都大島町

### 交差する道路
- 東京都道208号大島循環線（大島町川の道）

## 沿線の施設
- 岡田港
- 岡田港船客待合室

その他、いくつかの宿泊施設がこの沿線に存在する。